# 大城真武
大城 真武（うふぐすく しんぶ／おおぐすく しんぶ、生没年不詳）は、14世紀末から15世紀初頭にかけての琉球の人物。唐名は麻普蔚、童名は思武太といい、麻氏（名乗頭「真」）の元祖である。
古琉球時代の按司の一人で、後代の位階称号である按司位の人物というわけではない。古の人物のためその業績などは伝わってはいない。
生没年は不明だが、子の麻省功・大城子真宗の生年が永楽9年（西暦1411年）であり、真宗がまだ幼いときに島添大里按司との戦いがあったことが家譜に記されているので、没年については1411年以降ということになるだろう。
墓所は南城市大里大城にあり、ボウントゥ御墓（ウファカ）ともいわれ、「大城按司の墓」の名称で沖縄県指定有形文化財となっている。

## 系譜
その父、その母とも不詳で、室については号と出身地が知れるのみ。子は一人。
- 父 : 不詳
- 母 : 不詳

- 室 : 無系名不伝 （号は明覚、玉城間切垣花村の人）
  - 長男 : 麻省功・大城子真宗

## 経歴
- 1300年代 - 生まれる。
- 1400年代初頭 - 島添大里按司との戦いに敗れ、自刎する。